# Bodil Begtrup
Bodil Begtrup, née le 12 novembre 1903 à Nyborg (Danemark) et morte le 12 décembre 1987 à Copenhague (Danemark), est une diplomate et féministe danoise.

## Biographie
En 1938, elle devient déléguée du Danemark à la Société des Nations. En 1947, elle fonde et préside la Commission de l'ONU sur la condition des femmes puis participe l'année suivante à la rédaction de la Déclaration universelle des droits de l'homme. En 1949, elle est la première femme danoise à devenir ambassadeur, représentant son pays en Islande.

## Distinctions
- Grand-croix de l'ordre du Faucon